# Андрея Ірідон
Андрея Марія Ірідон (рум. Andreea Maria Iridon; нар. 23 листопада 1999 року, Тілішка, жудец Сібіу, Румунія) — румунська гімнастка, член національної збірної своєї країни зі спортивної гімнастики.

## Життєпис
У 2014 році на Чемпіонаті Європи серед юніорів Андрея Ірідон завоювала три медалі: дві срібні — у вільних вправах і на колоді — і бронзову в командній першості. В абсолютній першості була шостою.
Дебютувала на дорослому Чемпіонаті Європи в 2015 році, одночасно з Лаурою Журкою.
Фінальним змаганням Ірідона став виступ у Бельгії, де румунська команда посіла друге місце. Андрея Ірідон оголосила про те, що вона залишає спорт через невдачу Румунії у кваліфікації збірної команди до Олімпійських ігор 2016 року.